# Charles Sutton
Rev. Charles Sutton ( 6 de marzo de 1756 Norwich - 28 de mayo de 1846 , Tombland, Norwich) fue un religioso, botánico inglés. Fue discípulo de Pitchford; y se convirtió en experto en Orobanche, descubriendo O. elatior y escribió una monografía sobre ese género que fue publicado por la Sociedad linneana de Londres, en 1798.

## Honores

### Epónimos
- (Myrsinaceae) Suttonia (A.Rich.) Mez[1]

- La abreviatura «Sutton» se emplea para indicar a Charles Sutton como autoridad en la descripción y clasificación científica de los vegetales.[2]